# Suorke
Suorke är ett naturreservat i Jokkmokks kommun i Norrbottens län.
Området är naturskyddat sedan 1997 och är 0,05 kvadratkilometer stort. Reservatet omfattar en sydsluttning ovanför Varjisån. Reservatet består av grandominerad naturskog. 